# 13690 Леслімартін
13690 Леслімартін (13690 Lesleymartin) — астероїд головного поясу, відкритий 8 вересня 1997 року.
Тіссеранів параметр щодо Юпітера — 3,137.